# Санта Марија Верзано (Казерта)
Санта Марија Верзано је насеље у Италији у округу Казерта, региону Кампанија.
Према процени из 2011. у насељу је живело 225 становника. Насеље се налази на надморској висини од 231 м.